# Robert Donat
Robert Donat (născut Friedrich Robert Donath; n. 18 martie 1905, Withington⁠(d), Anglia, Regatul Unit al Marii Britanii și Irlandei – d. 9 iunie 1958, Londra, Anglia, Regatul Unit) a fost un actor englez de film.

## Filmografie
| An   | Titlu                          | Rol                                                       | Note |
| ---- | ------------------------------ | --------------------------------------------------------- | --- |
| 1932 | That Night in London           | Dick Warren                                               | |
| 1932 | Men of Tomorrow                | Julian Angell                                             | |
| 1933 | Cash                           | Paul Martin                                               | |
| 1933 | The Private Life of Henry VIII | Thomas Culpeper                                           | |
| 1934 | The Count of Monte Cristo      | contele Edmond Dantès                                     | |
| 1935 | 39 de trepte                   | Richard Hannay                                            | |
| 1936 | The Ghost Goes West            | Murdoch Glourie / Donald Glourie                          | |
| 1937 | Knight Without Armour          | A. J. Fothergill                                          | |
| 1938 | The Citadel                    | Dr. Andrew Manson                                         | Nominalizare — Premiul Oscar pentru cel mai bun actor                                                                                                   |
| 1939 | Adio, domnule Chips!           | Domnul Chips                                              | Premiul Oscar pentru cel mai bun actor Nominalizare — New York Film Critics Circle Award for Best Actor (locul 3)                                       |
| 1942 | The Young Mr. Pitt             | William Pitt / The Earl of Chatham                        | |
| 1943 | The Adventures of Tartu        | Captain Terence Stevenson / Jan Tartu                     | lansat în SUA ca Sabotage Agent |
| 1943 | The New Lot                    | Actor                                                     | Scurtmetraj, nemenționat |
| 1945 | Perfect Strangers              | Robert Wilson                                             | lansat în SUA ca Vacation From Marriage |
| 1947 | Captain Boycott                | Charles Stewart Parnell                                   | |
| 1948 | The Winslow Boy                | Sir Robert Morton                                         | |
| 1950 | The Cure for Love              | Sergent Jack Hardacre                                     | |
| 1951 | The Magic Box                  | William Friese-Greene, "the forgotten inventor of movies" | |
| 1954 | Lease of Life                  | Rev. William Thorne                                       | Nominalizare — BAFTA Award for Best Actor in a Leading Role                                                                                             |
| 1958 | The Inn of the Sixth Happiness | The Mandarin of Yang Cheng                                | National Board of Review Special Citation Nominalizare — Premiul Globul de Aur pentru cel mai bun actor (dramă) (amândouă postum) (ultimul rol de film) |

## Legături externe
- Robert Donat la Internet Movie Database